# El Diario (Paraná)
El Diario es el principal diario de la ciudad de Paraná, capital de la provincia de Entre Ríos (en Argentina). 
EL DIARIO, de Paraná fue fundado por Luis L. Etchevehere el 15 de mayo de 1914. En forma de “Tabloide” de 16 páginas, y su editorial de puño y letra, titulado “Nuestra Hoja”, incluía ya una frase que con el correr de los años trascendió hasta hacerse, en la actualidad nacional argentina, lema y bandera definitoria: Institucionalizar el país. Tenía Luis L. Etchevere, al tiempo de la fundación, 38 años, era abogado y doctor en leyes y jurisprudencia, graduado en 1899 en la Universidad Nacional de Buenos Aires, con medalla de oro y diploma de honor por tesis, La Residencia, dentro de una generación brillante que integraban también quienes serían igualmente destacadas personalidades como Alfredo Palacios, Sylla Monsegur, Joaquín de Anchorena, José Apellaniz, entre otros.
Al ser electo vicegobernador de Entre Ríos, integrando la fórmula radical con el Dr. Miguel M. Laurencena, debió dejar la Dirección de El Diario y cerrar su estudio jurídico, uno de los más importantes y prestigiosos de la provincia. A partir de entonces ocuparon sucesivamente la dirección Eduardo Laurencena, Juan José Castro, Anìbal Vasquez, Ernesto Sammartino y Raúl Uranga, entre 1914 y 1943. 
Defensor de las libertades públicas, de los postulados republicanos y de la dignidad ciudadana, sufrió persecuciones, clausuras y hasta una expropiación.

## Su fundador
El Dr. Luis L. Etchevere tuvo una intensa visa política en solo 25 años de actuación, pues falleció en la Capital Federal el 21 de septiembre de 1935, dos meses después de haber cumplido su mandato de Gobernador. Antes había sido vicegobernador, ministro de gobierno y hacienda del Dr. Celestino I. Marcó, senador nacional hasta 1930 y en este alto cuerpo fue durante su mandato de cinco años, presidente provisional del Senado y presidente de la república para el caso de acefalía, cargo éste que debió haber desempeñad al producirse la renuncia de Yrigoyen y de su vice, de no mediar la actitud negativa del general Uriburu, quien asumió el poder “de facto” tras su fortuito golpe militar. Hasta ser reelecto gobernador, 1932, don Luis había ocupado la presidencia de la junta de gobierno de la UCR, dirigiendo así al partido durante todo el periodo en que triunfo en sucesivas y ejemplares elecciones hasta el golpe revolucionario de 1930. Debe mencionarse también que fue fundador y primer presidente de instituciones como la Biblioteca Popular, la Sociedad Rural, el Jockey Club, la Cooperativa La Agrícola Regional de Crespo, y en su gestión como gobernador convocó y promulgó la constitución provincial, la ley de transformación agraria, que cuenta con más de treinta unidades adjudicadas a miles de colonos auténticos, el seguro solidario, la ley de estabilidad y escalafón de funcionarios y empleados, el instituto de ayuda financiera a la acción social, el Banco de Entre Ríos, fundado al finalizar su mandato, y otras muchísimas iniciativas relacionadas con la salud pública y la educación primordialmente.

## Representación nacional
El Diario ha sido miembro fundador de la Asociación De Diarios Entrerrianos, entidad creada en 1974 y que agrupa a más de treinta publicaciones editadas y distribuidas en la provincia. 
Sus directivos también fueron miembros, desde 1982, de la Asociación de Entidades Periodísticas Argentina. También desempeñaron la presidencia de la comisión de libertad de prensa y miembros de la junta de directores de la sociedad interamericana de prensa. 
En 1997, el Gobierno de la República de China le otorgó el premio de comunicación internacional en un acto realizado en dicho país. 

## Política editorial
El Diario, a lo largo de su historia, ha atravesado por tres etapas: El Diario radical (1914-1944), El Diario antiperonista (1945-1956) y El Diario independiente (1957 en adelante).
Las dificultades económicas de los primeros meses pusieron a prueba el ingenio de los fundadores para evitar que naufragara un proyecto en que la magnitud del riesgo equivalía al tamaño de las esperanzas de sus hacedores. Pero también puso a prueba su espíritu la diatriba que intentaba horadar la incipiente estabilidad de una empresa que se disponía a confirmar una sociedad anónima para comprar su primera máquina impresora. Como ocurre con cualquier emprendimiento periodístico que se inicia, la financiación del asunto constituyó un obstáculo difícil de sortear. Eran tiempos electorales y los impulsores del proyecto editorial ya habían apelado demasiadas veces a la contribución generosa de amigos, parientes y correligionarios para afrontar los gastos de campaña. Se lanzaban a la aventura de sacar el diario habiendo reunido unos miles de pesos suficientes para solventar los primeros gastos, pero dejando al optimismo y a nuevos sacrificios que redituaran lo demás para las obligaciones sucesivas.
La decisión del nombre se inspiró en su homónimo porteño, un periódico combativo fundado en 1881 Manuel Lainez, que dirigió hasta su muerte en 1914.   
Desde 1943 a 1955 El Diario sufrió una época de agitación política, donde fue víctima de 14 clausuras y una expropiación, además de persecuciones y prisión para sus directores.
El 24 de mayo de 1944 en horas de la noche, el entonces director, Aníbal S. Vásquez, fue notificado por el jefe de Policía de la decisión tomada por el interventor federal de la provincia, el teniente coronel Carlos M. Zavalla, disponiendo su clausura, siendo este el día más tormentoso de su larga historia.
Los motivos esgrimidos eran la publicación de artículos "tendenciosos y contrarios a la situación", recordando además la posición política de su director de notoria vinculación con uno de los partidos que habían sido disueltos por el gobierno central.
Tras la notificación, fuerzas policiales tomaron posesión del local y de los talleres de El Diario y se lo mantuvo por un año y medio como órgano del gobierno.
El 5 de agosto se le quitó la personería jurídica a la sociedad editora y se expropiaron todas las máquinas, y el 9 de agosto fue creado el Ente Autárquico de Informaciones y Propaganda de la provincia de Entre Ríos, que hizo reaparecer El Diario, con periodistas foráneos, quienes denostaban la democracia y elogiaban a la dictadura.
Tiempo después el interventor Zavalla fue reemplazado por el general Humberto Sosa Molina quien el 27 de septiembre dispuso, mediante decreto, dejar sin efecto tanto la expropiación de El Diario, como el retiro de la personería jurídica y la intervención oficial.
Así, El Diario retornó a manos de sus legítimos dueños, cerrándose uno de los capítulos más duros de su historia.
Por entonces asumió la dirección Aníbal Vásquez, a quien los sucedió Raúl Uranga, que le tocó trabajar en una época muy difícil en el último período de la presidencia del general Edelmiro Farrell, hasta la elección de Juan Domingo Perón.
En 1946 Uranga renunció al cargo, por haber sido electo diputado nacional, sucediéndolo Arturo Julio Etchevehere, con lo que se inicia una nueva etapa para el periódico paranaense.
Don Arturo, como se lo conocía al severo directivo, diseñó un proyecto periodístico más imparcial, basado en una mayor independencia económica a partir del fortalecimiento comercial de la empresa.
Si bien tenía un fuerte sesgo antiperonista, El Diario dejó de ser un medio radical.

Etchervehere consolidó de manera notable la solidez económica de la empresa, como así también su autonomía e independencia desde el punto de vista periodístico. Hasta su muerte (el 6 de mayo de 1994) se mantuvo como presidente de Sociedad Anónima Entre Ríos, nombre que desde 1964 posee la empresa editora de El Diario. El 7 de agosto de 1982, Arturo le entregó la presidencia a su hijo Luis Félix, quien se desempeñó en la dirección periodística de El Diario, y quien mantuvo la línea editorial de su padre. Además de la cuestión periodística, sus preocupaciones centrales fueron llevar adelante la imprescindible actualización tecnológica para adecuar la empresa. En este contexto, se ensayaron diferentes modificaciones y actualizaciones a la par de las nuevas formas de presentar la noticia que se dieron en el periodismo moderno. Entre estas variaciones, las más profunda y trascendente fue la encarada a partir del año 2001/2002 para la cual se contrató a una empresa internacional, con sede en Estados Unidos, García Media, que efectuó un rotundo cambio en el diseño gráfico del periódico. Luis F. Etchevehere. Presidió durante varios años la Asociación de Entidades Periodísticas Argentinas (ADEPA) y fue representante argentino ante la Sociedad Interamericana de Prensa (SIP). Ocupó el puesto de director hasta su muerte, el 6 de septiembre de 2009. Al año siguiente, los hermanos de Luis F.: el exdiputado nacional Arturo Roosevelt Etchevehere (UCR-Entre Ríos) y el exmagistrado Ivar Etchevehere decidieron vender sus acciones y solamente quedó en la empresa Leonor Barbero Marcial, viuda de Luis F. Etchevehere, y sus hijos, con una participación accionaria del 40%, mientras que el restante 60% fue vendido al financista santafesino Walter Grenón, dueño de Red Mutual. En 2012, Grenón traspasó sus acciones a manos del empresario televisivo de Rosario, Ramiro Nieto. En 2018, el grupo integrado por El Litoral de Santa Fe, sumo al centenario diario y hoy forma parte del multimedio, al igual que Mirador Entre Ríos, una edición semanal que se distribuye todo los domingo con Clarín. 
- Datos: Q5821730